# დ
Das Don (დ) ist der vierte Buchstabe des georgischen Alphabets. Der Buchstabe stellt den Laut [⁠d⁠] dar und wird im Deutschen mit dem Buchstaben D transkribiert.
Heute wird im Mchedruli-Alphabet nur noch das დ verwendet. Im historischen Chutsuri-Alphabet gab es noch den Großbuchstaben Ⴃ; das kleingeschriebene Pendant dazu war das ⴃ.
Es war dem Zahlenwert 4 zugeordnet.

## Zeichenkodierung
Das Don ist in Unicode an den Codepunkten U+10D3 (Mchedruli) bzw. U+10A3 (Chutsuri-Großbuchstabe) und U+2D03 (Chutsuri-Kleinbuchstabe) zu finden.